# Ворона новогвінейська
Ворона новогвінейська (Corvus tristis) — вид горобцеподібних птахів роду Крук (Corvus) родини Воронові (Corvidae).

## Опис
Довготелесий птах. Оперення дуже різне, але відносно довгий хвіст, товстий дзьоб і оголена рожева шкіра обличчя очевидні у будь-якому віці. У дорослих голова й верх чорнуваті, низ коричніший. Оперення неповнолітніх часто коричнювато-сіре з дуже блідим дзьобом. Довжина: 51—56 см.

## Стиль життя
Живе в малих, співочих, насторожених але допитливих сімейних групах. Харчується фруктами та тваринним здобутком. Часто вид бачать вздовж річок. Літає головним чином у пологу ліса. Гнізда будують у кронах лісових дерев.

## Середовище проживання
Країни проживання: Індонезія; Папуа Нова Гвінея. Поширена на більшій частині острова Нова Гвінея до 1400 м. Живе в низинних і пагорбових лісах.